# 2×2
2×2 ist ein russischer Fernsehsender, der sich seit 2007 besonders auf Zeichentrickserien spezialisiert hat. Der derzeitige Generaldirektor von 2×2 ist Lew Makarow.

## Geschichte
Der Sender wurde im Jahr 1989 erstmals als kommerzielles Fernsehen gegründet und sendete damals auch Musik-Clips und Animationen. Gesendet wurde täglich von 7 bis 18 und von 23 bis 2 Uhr. Der Sender stellte 1997 den Sendebetrieb ein. Im Jahr 2007 wurde er neu gegründet und sendet seitdem überwiegend animierte Sendungen. Im Jahr 2008 verklagte die Staatsanwaltschaft den Sender, weil durch Serien wie South Park, Die Simpsons, Family Guy, Drawn Together, Robot Chicken, Happy Tree Friends und anderen Pädophilie und Homosexualität sowie Gewalt und Extremismus propagiert werde. Als Folge darauf protestierten Fans der Serien gegen die Schließung des Kanals und sammelten Unterschriften. Der Sender konnte weiterhin bestehen, verzichtet aber auf die Ausstrahlung von Sendungen wie The Adventures of Big Jeff oder Happy Tree Friends.
Als in der Serie South Park kritische Passagen über den russischen Präsidenten Wladimir Putin auftauchten, wurden diese zensiert. 2x2 äußerte sich, dass man „die Szene nicht witzig finde“.
Auch 2012 mussten Die Simpsons und South Park der Zensur zum Opfer fallen. Demnach sollen die Sendungen erst nach 23.00 Uhr gezeigt oder geschnitten werden.
Seit dem 1. September 2014 ist bei jeder Sendung ein Fortschrittsbalken zu sehen, der zeigt, wie viel Zeit bis zum Ende der Sendung übrig ist.

## Serien
Die meisten Serien auf dem Kanal sind aus US-amerikanischer oder japanischer Produktion.

### Derzeitige Serien

#### Action
Avatar – Der Herr der Elemente, Batman, Batman of the Future – Der Joker kommt zurück, Batman & Mr. Freeze – Eiszeit, Batman – Rätsel um Batwoman, The Batman vs Dracula, Batman: The Brave And The Bold, Galactik Football, Gen¹³, Generator Rex, The Spectacular Spider-Man, ThunderCats, Joe 90, Der unbesiegbare Iron Man, Star Wars: The Clone Wars, Stargate Infinity, Captain Scarlet, Cyboars, Dead Space: Aftermath, Dead Space: Downfall, Die Legende von Korra, X-Men, Thor, Sealab 2020, The Avengers – United They Stand, Biker Mice from Mars, Skyland, Storm Hawks, Hulk, Spider-Man Unlimited, Ein Job für Superman, Gerry Anderson’s New Captain Scarlet, New Spider-Man, Conan the Adventurer, Marvel Knights Animation, Saladin: The Animated Series, Samurai Jack, Silver Surfer, Spider-Woman, Todd McFarlane’s Spawn, Stripperella, Superman: Doomsday, Die Fantastischen Vier mit neuen Abenteuern, He-Man and the Masters of the Universe, Karate Kommandos, Robotech, Submariner, Spider-Man und seine außergewöhnlichen Freunde, Teenage Mutant Hero Turtles, Teenage Mutant Ninja Turtles, She-Ra, Action Man, Æon Flux, Xcalibur

#### Trash
Monkey Dust, Aqua Teen Hunger Force, Aqua Teen Hunger Force Colon Movie Film for Theaters, Minoriteam, Mr. Freeman, School 13, Special, School 13: Game Vault, Aachi & Ssipak, Archer, Mongo Wrestling Alliance, Unsupervised, The Venture Bros., The Ripping Friends, Briks&Brats, John Callahan’s Quads!, Ugly Americans, The Boondocks, Glenn Martin, DDS, The Head, A Town Called Panic, Gary the Rat, Duckman, Lil' Pimp, Dr. Katz, House of Rock, Dan Vs., The Life & Times of Tim, Celebrity Deathmatch, Angry Kid, IgriC.O.Pi, Perfect Hair Forever, Disaster!, Korgoth of Barbaria, Space Ghost, Spaceballs, Crapston Villas, Lenore, the Cute Little Dead Girl, Lucy, the Daughter of the Devil, Mercano, el marciano, Metalocalypse, Aaagh! It's the Mr. Hell Show, Sealab 2021, Drawn Together, The Oblongs, Regular Show, Squidbillies, VH1 ILL-ustrated, Popetown, 12 oz. Mouse, Mary Shelley's Frankenhole, Mad, The Drinky Crow Show, Ren und Stimpy, Robin, Robot Chicken, Robot Chicken: Star Wars, Robot Chicken DC Comics Special, Modern Toss, Spicy City, Stroker & Hoop, Titan Maximum, Tom Goes to the Mayor, Superjail!, Heavy Metal, Tripping the Rift, Frisky Dingo, Harvey Birdman, Lascars, The Brak Show, Freak Show, Journey to Saturn

#### Anime
5 Centimeters per Second, Samurai 7, Paranoia Agent, Dante’s Inferno: An Animated Epic, Sōsei no Aquarion, Armitage III, Afro Samurai, Beyblade, Berserk, Blassreiter, Blazing Teens, Bleach, Jinki: Extend, Grappler Baki, One Piece, Black Blood Brothers, Kishin Corps, Batman: Gotham Knight, Basilisk, Baldr Force exe Resolution, Ōkami to Kōshinryō, Voltron, Gungrave, The Five Star Stories, Gankutsuō, Grenadier, Grendizer, Gurren Lagann, Gunbuster, Darkside Blues, Daphne in the Brilliant Blue, Die Zwölf Königreiche, Das Mädchen, das durch die Zeit sprang, Devil May Cry, Mnemosyne – Mnemosyne no Musume-tachi, Dragonball, Neon Genesis Evangelion, Vampire Hunter D: Bloodlust, Lost Universe, Dead Leaves, Last Exile, Iria: Zeiram – The Animation, Origin – Spirits of the Past, The Disappearance of Haruhi Suzumiya, Kite, Karas, Witchblade, D·N·Angel, Coyote Ragtime Show, Chrno Crusade, Blood+, Trinity Blood, Great Teacher Onizuka, Fist of the North Star, Neo Tokyo, The Hakkenden, Halo Legends, Lupin III, Macross Plus, Mankatsu, Ninja Scroll, Die Melancholie der Haruhi Suzumiya, Mezzo Forte, Mein Nachbar Totoro, Nanako Katai Shinsho, Naruto, Naruto Shippuden, Gun×Sword, Burn Up Scramble, Ghost Hound, First Squad, Black Lagoon, Shin Angyo Onshi, Porco Rosso, Ghost in the Shell: Stand Alone Complex, Project Blue Earth SOS, Read or Die, Pucca, Desert Punk, Ragnarok the Animation, Samurai Champloo, Die Chroniken von Erdsee, Haibane Renmei, Speed Grapher, Speed Racer, Full Metal Panic!, Fullmetal Alchemist, Joshi Kōsei, Steamboy, Death Note, Tokyo Majin, Trigun, Chihiros Reise ins Zauberland, Hellsing, Parasite Dolls, Das wandelnde Schloss, Brave Story, Gunslinger Girl, Elfen Lied, Ergo Proxy, Appleseed, Appleseed Ex Machina

#### Komödien
6teen, American Dad, Shaun das Schaf, Baby Blues (Comic), Bernard, Beavis and Butt-Head, Beavis und Butt-Head machen’s in Amerika, Beetlejuice – Ein außergewöhnlicher Geist, Bob and Margaret, Bremenskie musykanty, bro`Town, Baby Looney Tunes, Creature Comforts, Valera, Adventure Time, Enter Ice Cream, Fred's Head, Family Guy, Daria, Odd Job Jack, Jet Groove, Die Jetsons, Johnny Bravo, Dilbert, Doktor Aybolit, Fosters Haus für Fantasiefreunde, Home Movies, Slacker Cats, The Wrong Coast, Life's a Zoo, Bob’s Burgers, The Marvelous Misadventures of Flapjack, X-DuckX – Extrem abgefahren, Tom and Jerry Tales, KaBlam!, Crash Canyon, Class of 3000, Cow and Chicken, Cosmic Cowboys, Eek! The Cat, The Critic, Kung Fu Panda: Legends of Awesomeness, Courage the Cowardly Dog, OOglies, Dexters Labor, Camp Lazlo, Die Superschurken-Liga, Loonatics Unleashed, Muzzy, Die Maske, Mr. Bean, Mission Hill, Mein Schulfreund ist ein Affe, What It’s Like Being Alone, Napoleon Dynamite, The Real Ghostbusters, Die neuen Abenteuer des Papagei Kescha, Hase und Wolf, Sheep in the Big City, Spliced, Total Drama Island, Die Rückkehr zur Schatzinsel (1988), Zombie Hotel, Ein Löwe in Las Vegas, Fatherhood, Total Drama World Tour, Total Drama: Revenge of the Island, Dragon Hunters – Die Drachenjäger, Dragon Hunters – Der Film, Popeye, Die Pinguine aus Madagascar, Pinky und der Brain, Scheibenwelt-Romane, Dating Guy, Die gruseligen Abenteuer von Billy und Mandy, Die Abenteuer von Kapitän Vrungel, Robbie the Reindeer, Bolts & Blip, Barnyard – Der tierisch verrückte Bauernhof, Ruby Gloom, Russische Zeichentrickfilme, Sit Down, Shut Up, The Secret Show, The Goode Family, Die Simpsons, Skunk Fu!, Neighbors from Hell, Undergrads, Das Geheimnis des Dritten Planeten, Deckname Kids next door, Roboroach, Tazmania, The Tick, Wallace & Gromit, Familie Feuerstein, Freakazoid!, Futurama, King of the Hill, Downtown, Chowder, Scooby-Doo auf heißer Spur, Bromwell High, Clone High, O’ Grady, The Cleveland Show, The Ricky Gervais Show, The Tom and Jerry Show, Ed, Edd n Eddy, Hey Joel, Allen Gregory, King Arthur’s Disasters, Eric im Stress, South Park, I Am Weasel

### Real-Fernsehproduktionen
1000 Wege, ins Gras zu beissen, Fur TV, Future Shorts, Novosti 2x2, Tenacious D, TV Funhouse, WWE Raw, SmackDown, ABVGDejka, Look Around You, Trigger Happy TV, Stupid Suspects, Balls of Steel, Girl Racers, It’s Always Sunny in Philadelphia, The Loop, Future Weapons, Weaponology, Die Fraggles, Funny or Die Presents, The Whitest Kids U' Know, The Dudesons, Viva La Bam, Mongrels, Childrens Hospital, Pizza, How Not to Live Your Life, Cardinal Burns, Kenny vs. Spenny, Greg the Bunny, The Bronx Bunny Show, Anatomy of a Sports Crash, That's Tough, Come Fly with Me, Flight of the Conchords, The Mighty Boosh, MegaDrive, My Name Is Earl, Micro Championship Wrestling, MiniMovie, Power Rangers, Modny Devays, Crusty’s Dirt Demons, MANswers, Little Britain, The Wrong Door, Eagleheart, World Palooza, Video Zonkers, Party Down, Off the Hook, The Inbetweeners, Peep Show, Misfits, Plus One, Testees, Friday Night Dinner, Nitro Circus, Reutov TV, Reno 911!, We Are Klang, Deadliest Warrior, Saul of the Mole Men, NTSF:SD:SUV::, Whacked Out Sports, Super Oleg, Lucky Louie, Tachki Rybachki, Todd and the Book of Pure Evil, Fat Guy Stuck in Internet, Wilfred, Final Fu, Phoo action, Human Giant, Die Ninja-Turtles, Jackass, The Peter Serafinowicz Show, World Shut Your Mouth, Takeshi’s Castle

### Ehemalige Fernsehserien
Atomic Forest, Batman with Robin the Boy Wonder, X-Men, Immigrants, Friday Wear, Psychoville, Next Stop for Charlie, Pyhchevo